# Sapiens. Da animali a dèi. Breve storia dell'umanità
Sapiens. Da animali a dèi. Breve storia dell'umanità (in ebraico קיצור תולדות האנושות‎?, [Ḳitsur toldot ha-enoshut]) è un libro di Yuval Noah Harari pubblicato in ebraico in Israele nel 2011, e in Italiano nel 2014. Il libro è stato tradotto in più di trenta lingue e ne sono state vendute più di 15 milioni di copie in tutto il mondo. È il primo di una trilogia ideale che affronta l'essere umano nella sua storia passata, presente (21 lezioni per il XXI secolo) e futura (Homo Deus. Breve storia del futuro).

## Sinossi
Harari racconta la storia dell'umanità dall'evoluzione delle specie umane arcaiche dell'età della pietra fino al XXI secolo, focalizzandosi sulla nostra specie umana, Homo sapiens, su ciò che siamo e su come lo siamo diventati, tramite un'analisi storica variegata che non tralascia la politica, l'economia, la biologia, e la filosofia.

## Cronologia Capitoli
Harari descrive la storia dell’uomo in epoca preistorica a partire dall’evoluzione delle specie umane arcaiche, focalizzandosi sull'Homo sapiens.
Il corso della storia è stato modellato da tre importanti rivoluzioni:
1. la Rivoluzione cognitiva (circa 70.000 anni fa)
2. la Rivoluzione agricola (circa 12.000 anni fa)
3. la Rivoluzione scientifica (circa 500 anni fa)

### Parte prima. La Rivoluzione cognitiva

#### 1. Un animale di nessuna importanza
I primi esemplari di specie umana arcaica comparvero sulla Terra circa 2,5 milioni di anni fa. Gli umani preistorici erano animali insignificanti e il loro impatto sull’ambiente era minimo. Inizialmente c’erano molte specie del genere Homo oltre a Homo sapiens; le loro caratteristiche fisiche più importanti erano la posizione eretta e il cervello più grande rispetto ad altri animali.
Un traguardo importante raggiunto da Homo erectus fu la scoperta del fuoco; ciò permise di poter cuocere la carne, di velocizzare il processo di masticazione e digestione e di prevenire molte malattie. Ma fu solo negli ultimi 100.000 anni – con lo sviluppo di Homo sapiens – che l’uomo riuscì in poche migliaia di anni a passare dalla metà della catena alimentare all’apice.
Circa 200.000 anni fa l’Homo sapiens iniziò a espandersi dall’Africa verso tutti gli altri continenti. Con l’arrivo dei sapiens le altre specie di Homo si estinsero. Esistono due principali teorie che spiegano questo fenomeno: la prima è l’ibridazione, ovvero l’unione tra l’Homo sapiens e le altre specie già presenti nel territorio, e la seconda è quella del rimpiazzamento, cioè l’Homo sapiens prevalse sulle altre specie che successivamente si estinsero.

#### 2. L'albero della conoscenza
La comparsa di nuovi modi di pensare e di comunicare, nel periodo che va da 70.000 a 30.000 anni fa, costituisce la Rivoluzione cognitiva. Il linguaggio dei sapiens era formato da suoni limitati e infinità di frasi ed espressioni che permettevano di raccontare storie ed elaborare concetti astratti come leggende, miti, dèi e religioni. I sapiens poterono così sviluppare tipi di cooperazione più stretti e più sofisticati.

#### 3. Una giornata nella vita di Adamo ed Eva
Molti dei comportamenti presenti nella società dei sapiens continuano ad esistere anche nella società moderna: la nostra voglia di ingozzarci di cibi ipercalorici, avere più relazioni amorose contemporaneamente o il rapporto che abbiamo con gli animali domestici. Avendo una dieta vasta e diversificata, i cacciatori-raccoglitori hanno sofferto meno di carestie e vivevano più a lungo rispetto alle società contadine successive alla Rivoluzione agricola. Dall’analisi di alcuni dipinti rupestri si pensa che i sapiens credessero che ogni oggetto o luogo avesse un’anima e che essa potesse interagire direttamente con l’uomo; questa concezione viene chiamata animismo.

#### 4. L'espansione territoriale
In seguito alla rivoluzione cognitiva i sapiens acquisirono le capacità organizzative e l’immaginazione necessaria per insediarsi nel mondo esterno. Il loro primo traguardo fu la colonizzazione dell’Australia, circa 45.000 anni fa, che rappresentò uno degli eventi più importanti della storia. I sapiens trasformarono in modo irriconoscibile l’ecosistema australiano. Nel giro di poche migliaia di anni tutte le specie giganti, come i canguri giganti o i leoni marsupiali, scomparvero e le catene alimentari australiane furono spezzate e ristrutturate in maniera differente. La causa di questo avvenimento fu la combinazione della destrutturazione della catena alimentare da parte del clima e l’arrivo di Homo sapiens. Inoltre l’Homo sapiens fu la prima e unica specie umana ad arrivare nel continente americano. Questa impresa non fu per niente facile, neppure i Neanderthal ci erano riusciti, ma nel 10.000 a.C. i sapiens abitavano già la maggior parte delle propaggini meridionali dell’America grazie alle loro soluzioni ingegnose. Alcuni studiosi cercano di esonerare Homo sapiens da ogni responsabilità dell’estinzione delle specie incolpando il cambiamento climatico. Molto tempo prima della rivoluzione industriale, Homo sapiens raggiunse il record di chi portò all’estinzione la maggior parte delle specie animali in America. Se noi esseri umani ci rendessimo conto di quante specie abbiamo fatto estinguere potremmo essere più motivati a proteggere quelle che ancora vivono. Se le cose continuassero così, rimarranno solo esseri umani e animali domestici.

### Parte seconda. La Rivoluzione agricola

#### 5. La più grande impostura della storia
10.000 anni fa l’uomo cambiò drasticamente la sua vita con la rivoluzione agricola. Essa si affermò in varie zone del pianeta in modo del tutto indipendente. Le rivoluzioni agricole eruppero in Medio Oriente, in Cina e nell'America centrale e non in Australia, Alaska e in Sudafrica perché la maggior parte delle specie vegetali e animali non potevano essere addomesticate. L’affermazione dell’agricoltura avvenne gradualmente, nell’arco di millenni. Le condizioni climatiche migliorarono, favorendo la crescita del frumento e degli altri cereali del Medio Oriente. Questo portò l’uomo ad una società stanziale. Testimonianze di questi insediamenti sono state trovate in tutto il Medio Oriente. Nel giro di pochi millenni, gli umani di molte regioni del mondo non fecero altro che prendersi cura delle piante addomesticate. La rivoluzione agricola portò numerosi svantaggi come danneggiamenti alla spina dorsale, ginocchia, collo e arcate dei piedi e anche una quantità non indifferente di malattie. Per Harari, l’unico vantaggio fu la maggior disponibilità di cibo, che consentì l’aumento della popolazione. Perché dunque gli umani non abbandonarono la coltivazione, visto che il progetto iniziale si rivelò controproducente? In parte perché ci vollero intere generazioni per attuare i piccoli cambiamenti e in parte perché, con la crescita demografica, l’umanità non poté tornare più indietro. Una volta che un gruppo si stanziava in un posto e cominciava a lavorare la terra, in Medio Oriente o nell’America centrale, la coltivazione agricola si mostrava irrinunciabile, poiché la vita agricola consentiva condizioni favorevoli a una veloce crescita demografica. La storia della trappola del lusso porta con sé una lezione importante. La ricerca che l’umanità ha sempre condotto per avere una vita più facile ha liberato forze di cambiamento immenso che hanno trasformato il mondo in un modo che nessuno aveva immaginato o voluto.
Le principali vittime della rivoluzione agricola furono gli animali. L’uomo difendeva attivamente il gregge dai predatori e attuava un’attenta selezione tra le pecore in modo che si conformassero alle esigenze umane e macellavano gli animali più magri, aggressivi e ribelli. Il risultato fu un gregge di pecore addomesticate e sottomesse. La domesticazione degli animali si fondò su una serie di pratiche brutali che con il passare dei secoli non fecero altro che incrudelirsi.

#### 6. Costruire piramidi
La Rivoluzione agricola viene definita da Harari come la più grande impostura della storia perché portò alla cupidigia e all'alienazione dell'uomo. L'Homo sapiens iniziò a vivere in zone molto più contenute della Terra. Inoltre iniziarono a proteggere le proprie abitazioni e tutto ciò che possedevano, ad esempio gli animali e le proprie coltivazioni. Ai cacciatori il futuro interessava poco perché vivevano alla giornata e con difficoltà riuscivano a preservare cibo. L’economia agricola si basava su cicli di produzione stagionali, che comprendevano lunghi mesi di coltivazione seguiti da brevi momenti di raccolta. Inoltre i contadini erano obbligati a produrre più di quanto consumavano per possedere delle riserve per eventuali carestie; il contadino che avesse ignorato questa realtà non sarebbe vissuto a lungo: tutto questo determina l’avvento del futuro. I miti condivisi sulle divinità a cui tutti credevano condizionavano la vita delle persone che di conseguenza obbedivano a quelle regole. Inoltre permettevano la collaborazione umana, alcune volte spinta dalla violenza e dall’oppressione. I due esempi messi a confronto da Harari sono il Codice di Hammurabi e la Dichiarazione di Indipendenza americana. Il re babilonese Hammurabi emanò il suo Codice nel 1776 a.C., con lo scopo di far prevalere la giustizia sulla terra e abolire la cattiveria e il male. La società babilonese era organizzata in modo gerarchico (gerarchia piramidale): al vertice si trovavano gli individui di rango, poi quelli comuni e infine gli schiavi. La gerarchia costituiva un ordine immaginario che però garantiva la tenuta della società e la collaborazione. La dichiarazione di indipendenza fu proclamata nel 1776 d.C. dagli americani per affrancarsi dalla madre patria inglese. Anche i principi di questa dichiarazione sono immaginari, perché affermano che gli uomini sono tutti uguali, invece biologicamente sono tutti diversi.
Un ordine naturale è un ordine stabile (come la legge di gravità). Un ordine immaginario invece è sempre in pericolo di collassare. Per salvaguardarlo, sono necessari continui sforzi. È importante che l’ordine in base al quale si regge la società sia una realtà oggettiva creata da grandi dèi o dalle leggi della natura; occorre quindi una sistematica educazione delle persone. Tre sono i fattori che impediscono di comprendere che l’ordine costituito è solo frutto di immaginazione: 1) l’ordine costituito è incastonato nel mondo materiale (sebbene l’ordine immaginario sia solo nelle nostre menti, è radicato nella realtà materiale); 2) l’ordine costituito modella i nostri desideri (anche i desideri che la gente ritiene più personali di solito sono programmati dall’ordine costituito immaginario); 3) l’ordine costituito è intersoggettivo (l’ordine immaginario non è un ordine soggettivo ma intersoggettivo e per cambiarlo bisogna per forza convincere milioni di estranei a cooperare con l’individuo con opinione diversa).

#### 7. Memoria sovraccarica
Per milioni di anni gli individui hanno conservato i dati in un unico posto: il loro cervello. Sfortunatamente esso non è uno strumento di archiviazione adatto a troppi elementi. Inventare metodi per elaborare i dati fu un’impresa molto più complessa dell’invenzione della scrittura. La scrittura è un metodo che consente di immagazzinare dati per mezzo di segni specifici, per riuscire a conservare più dati di quanto un cervello umano riesca a ricordare. Inizialmente la scrittura era utilizzata solo per registrare eventi e numeri e solo poche persone potevano usufruirne. Ci sono due tipi di scrittura: la prima è detta parziale, è formata da segni in grado di rappresentare solo particolari tipi di informazioni. Invece la seconda scrittura, detta totale, è un sistema scrittorio caratterizzato da un insieme di segni materiali in grado di rappresentare quasi completamente una lingua parlata. Uno dei sistemi scrittori totali era la scrittura cuneiforme, ideata dai Mesopotamici, che veniva utilizzata dai re per emanare decreti e dai cittadini per scrivere messaggi. Un'altra scrittura era quella geroglifica, ideata dagli Egizi, che combina elementi ideografici, sillabici e alfabetici. Questi sistemi totali si diffusero ovunque, assumendo nuove forme e applicazioni.

### Parte terza. L'unificazione dell'umanità

#### 9. La freccia della storia
Con l'avvento della Rivoluzione Agricola, le società umane crebbero diventando sempre più ampie ed articolate. I costrutti dell'immaginazione sui quali si basava l'ordine sociale, di conseguenza, diventarono molto più elaborati rispetto a quello che erano stati in precedenza. I miti abituarono milioni di estranei a ragionare e comportarsi in un certo modo, permettendo loro di cooperare con efficacia. Questo porta alla nascita della cultura. Le culture non rimangono invariate nel corso dei secoli, sono in costante evoluzione. Nel corso dei secoli molte piccole culture si sono unite per crearne poche di più grandi, questo ci dimostra come la storia si stia muovendo verso un'unità. Oggi l'umanità vive sotto una singola unità. A rendere possibile quest'unificazione è stata la comparsa di tre potenziali ordini universali: quello monetario, quello imperiale e quello delle religioni universali.

#### 11. Visioni imperiali
Un impero è un ordine politico che possiede due caratteristiche molto importanti:
- governa un numero significativo di popoli diversi tra loro e che hanno una propria cultura e un territorio separato. Il numero di questi popoli varia ma generalmente non devono essere né pochi né troppi;
- è caratterizzato da confini flessibili e ha un'espansione potenzialmente illimitata, senza alterare la propria struttura.

Grazie a queste due caratteristiche gli imperi contribuirono alla drastica riduzione delle diversità, unificando diversi gruppi etnici e zone ecologiche. L'impero è stato per molti anni la forma di organizzazione politica più comune e una forma di governo molto stabile: anche oggigiorno possiamo ritrovare le sue eredità nella maggior parte delle culture moderne. È anche vero però che per costruirlo e mantenerlo, in molti casi, bisognava massacrare grandi popolazioni e praticare una feroce oppressione sui sopravvissuti.

#### 12. La legge della religione
Le religioni sono costrutti sociali che hanno permesso all'umanità di unirsi per obiettivi comuni. Ai primordi le religioni erano di tipo animistico poi nacquero le religioni teistiche. La maggioranza delle antiche religioni erano localistiche ed esclusive, anche perché la vita stessa delle persone era molto circoscritta, con la crescita degli scambi cominciarono a nascere le religioni universali. Le religioni politeiste, pur considerando la presenza di una singola potenza o legge che regola l'universo al di sopra degli dei, la considera del tutto indifferente ai desideri degli umani, al contrario delle religioni monoteiste. Un'altra differenza del politeismo è la tendenza a essere più tolleranti rispetto agli altri credo, in confronto al monoteismo.

### Parte quarta. La Rivoluzione scientifica

#### 14. La scoperta dell'ignoranza
A partire dalla Rivoluzione cognitiva, gli uomini hanno cercato di comprendere l'universo, volevano scoprire le leggi che governano la natura. La scienza moderna si differenzia da tutte le precedenti per mezzo di 3 punti fondamentali:
1. La scienza moderna ammette la propria ignoranza: accetta che, apprendendo qualcosa di non ancora conosciuto, le cose che pensiamo di conoscere possano essere dimostrate come non vere. Nessuna conoscenza è veramente certa.
2. La scienza moderna punta a ottenere una nuova conoscenza raccogliendo osservazioni. Queste ultime, attraverso l'utilizzo di strumenti matematici, verranno poi legate entro teorie generali più vaste.
3. Le teorie vengono utilizzate per acquisire nuove capacità e specialmente per svilupparsi in campo tecnologico.

Nonostante la scienza abbia espanso la nostra capacità di comprendere come funziona il mondo e di inventare nuove tecnologie, ci pone di fronte a un serio problema poiché si estende ai miti condivisi che consentono a milioni di individui, fra loro estranei, di collaborare: la scienza stessa, con il suo sviluppo, ci dimostra che non conosciamo ogni cosa e che persino le conoscenze in nostro possesso sono provvisorie. Dunque, se le prove dimostrano che questi miti sono dubbi, come si fa a tenere unita la società?
I tentativi moderni hanno stabilizzato due metodi non scientifici per cercare di risolvere questo problema:
1. La scienza viene irrigidita in una verità assoluta: si prende una teoria scientifica e si dichiara che essa rappresenta la definitiva e assoluta verità (in opposizione alle comuni pratiche scientifiche);
2. Al posto della scienza, si prende un'altra verità assoluta.

## Edizioni
- Sapiens. Da animali a dèi. Breve storia dell'umanità,trad. Giuseppe Bernardi, Bompiani, 2014. ISBN 978-88-452-7590-6. ed riveduta 2018. ISBN 978-88-452-9649-9